# Борко Темелковски
Борко Темелковски — Љиљак (Прилеп, 20. децембар 1919 — Скопље, 20. новембар 2001), учесник Народноослободилачке борбе, друштвено-политички радник СФР Југославије и СР Македоније, јунак социјалистичког рада и народни херој Југославије.

## Биографија
Рођен је 20. децембра 1919. године у Прилепу. Основну и занатску вечењу школу завршио је у Прилепу. Три године је учио ковачки занат, а затим столарски. У току 1934. и 1935. године, укључио се у револуционарни омладински покрет. Тада је постао активиста КУД-а „Абрашевић“. Као активан члан Уједињених радничких синдиката, 1938. године постао је секретар најјаче синдикалне подружнице дрводељских радника и члан међуструковног одбора.
Борко је 1939. године постао члан Комунистичке партије Југославије. Скоро читаву 1940. годину провео је у војсци, а 1941. одведен је у немачко заробљеништво.

### Народноослободилачка борба
Септембра 1941. године, вратио се из заробљеништва у Прилеп, где се укључио у припреме за устанак. Одмах је укључен у рад као члан Месног комитета КПЈ. Пошто још није био познат окупаторској полицији, несметано је руководио партијском техником и организовао атентате на шпијуне и сараднике окупатора.
Од новембра 1941, постао је секретар Месног комитета КПЈ Прилеп. На тој дужности налазио се до краја јула 1942. године. Због учесталог рада увече, зарадио је надимак „Љиљак“ (слепи миш).
У августу 1942. године, као члан Покрајинског комитета КПЈ за Македонију, отишао је на рад у Скопље, а од пролећа 1943, постао је секретар Трећег обласног комитета и Оперативне зоне. Тамо је у својству члана Главног штаба за Македонију и Централног комитета Комунистичке партије Македоније, организовао партизанске јединице. Средином 1943. године, окупаторски суд га је у одсуству осудио на смрт.
Јула 1944. године је као делегат учествовао у раду Антифашистичког собрања народног ослобођења Македоније. Истог месеца вратио се на територију Друге оперативне зоне. Док је био на путу, формирао је Четврту македонску бригаду, а затим прву дивизију и први корпус у Македонији. У септембру 1944. године, постављен је за комесара Главног штаба за Македонију. На овој дужности остао је до маја 1945. године.

### Послератна каријера
После ослобођења земље, вршио је многе партијске и државне функције:
- председник Народне омладине Македоније
- секретар Покрајинског комитета СКОЈ-а за Македонију
- председник Комисије државне контроле
- председник Економског савета и потпредседник владе НР Македоније
- председник Републичког већа синдиката
- председник Комисије за друштвени надзор Савезне скупштине
- члан Извршног комитета ЦК КПМ
- члан Централног комитета СКЈ
- члан Главног одбора Социјалистичког савеза радног народа Македоније и Савезног одбора ССРН Југославије
- члан Савета федерације
- председник Савеза синдиката Македоније
- председник СУБНОР-а Македоније

Стално је биран за савезног и републичког посланика. Био је пуковник ЈНА у резерви.
Умро је 21. новембра 2001. године у Скопљу.
Носилац је Партизанске споменице 1941., Ордена народног ослобођења и више осталих југословенских и страних одликовања, међу којима су пољски Партизански крст и бугарски ред „Александар Невски“. Орденом народног хероја одликован је 9. октобра 1953. године.